# Armand-Albert Rateau
Pour les articles homonymes, voir Rateau.
Pour l’article ayant un titre homophone, voir Râteau.
Armand-Albert Rateau, né le  24 février 1882 dans le 3e arrondissement de Paris, ville où il est mort le 20 février 1938 en son domicile dans le 6e arrondissement, est un dessinateur, meublier, décorateur et architecte français. 

## Biographie
Formé à l'École Boulle, Armand Rateau est d'abord attiré par la sculpture sur bois, ce qui l'amène, très jeune, à dessiner des projets de meubles. Il commence sa carrière chez le célèbre décorateur Georges Hoentschel. 
Fort d'une expérience internationale, à seulement vingt-trois ans il devient directeur artistique d'Alavoine et Compagnie, l'une des plus importantes entreprises de décoration de l'époque. 
En 1919, il s'établit à son compte dans son hôtel particulier parisien situé 97, Boulevard Berthier. L'année suivante, il loue à Levallois-Perret au 23, rue Gide (actuelle rue Paul-Vaillant-Couturier) 972 mètres carrés d'ateliers que le succès de son entreprise lui permet d'acquérir en 1922. En 1929, ces ateliers emploient deux cent douze artisans. 
L'Antiquité et l'Orient inspirent Armand Rateau dans les différents intérieurs très originaux qu'il imagine, le plus célèbre étant celui de Jeanne Lanvin, rue Barbet-de-Jouy à Paris. Sa collaboration avec Jeanne Lanvin lui permettra de définir sa formule esthétique, subtile hybridation de styles, tout à la fois antiques et modernes. 
Rateau fut par ses meubles et ses décors l'un des créateurs les plus importants et les plus singuliers de l'Art déco.

## Ses œuvres
Richissimes collectionneurs, hommes d'affaires ou aristocrates, les clients de Rateau font partie du Gotha européen et américain. À contre-courant des tendances de l'époque, son mobilier en bronze séduit les esthètes les plus raffinés. C'est son goût pour l'Antiquité qui lui donne l'idée d'utiliser le métal pour certains sièges à pieds en X, et l'Orient le porte à faire un grand usage des laques, laque d'or ou d'argent, laque jaune ou brun.
Le théâtre Daunou, dans le deuxième arrondissement de Paris, propriété de Jeanne Renouardt, une amie de Jeanne Lanvin ; elle passa commande à Rateau pour l'aménagement complet du théâtre en 1921.
En 1928 il réalisa l'aménagement et la décoration de l'hôtel particulier de Jeanne Lanvin, rue Barbet-de-Jouy à Paris, dont il avait fait la connaissance chez le couturier Paul Poiret en 1920. Lorsque l'immeuble fut démoli en 1965, l'ensemble de la décoration et du mobilier, du boudoir, de la chambre à coucher et de la salle de bains, d'un luxe inégalé, fut donné au musée des arts décoratifs de Paris par la fille et le gendre de Jeanne Lanvin, le prince Louis de Polignac.

## Galerie

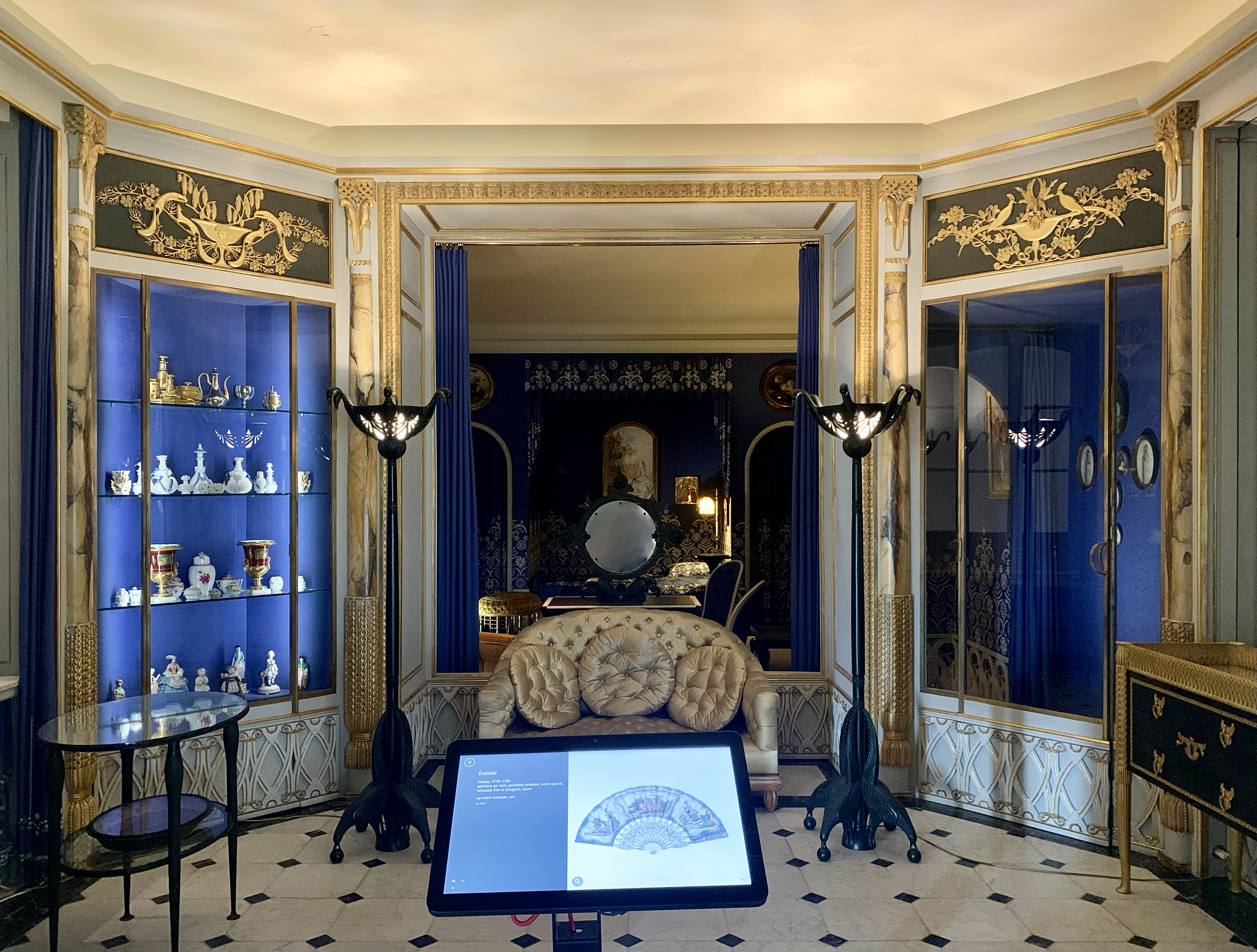
Boudoir, vers 1925, appartement privé de l'hôtel particulier de Jeanne Lanvin à Paris (démoli en 1965). Murs recouverts de lambris moulurés, surmontés de bas-reliefs en stuc; alcôve encadrée de colonnes engagées en marbre veiné avec base de bois sculpté; plinthe en bois sculpté; sol en dalles de marbres blanc et noir; vitrines d'angles tapissées de soie "bleu Lanvin". Canapé, vers 1925, avec encadrement en chêne mouluré, dossier et accotoirs enveloppants, rembourrés, capitonnés et recouverts d'une garniture d'origine de soie jaune tilleul; paire de luminaires lampadaire, vers 1924, bronze fondu et patiné vert antique, provenant de la salle de bains de Jeanne Lanvin.
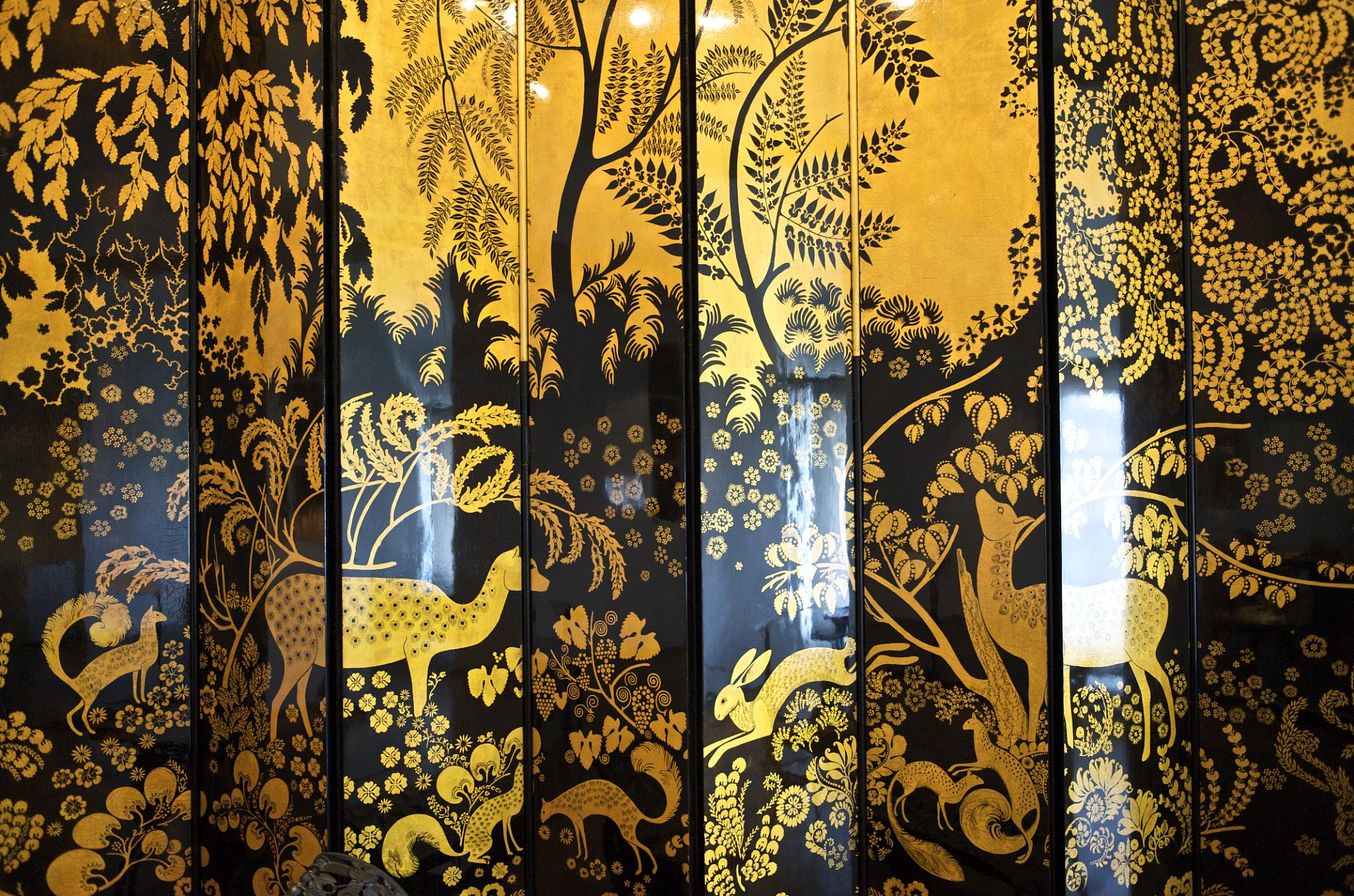
: Paravent à dix feuilles, 1921/1922, bois laqué et doré provenant de l'ancienne salle à manger de l'appartement privé de l'hôtel particulier de Jeanne Lanvin (1867-1946), Musée des Arts Décoratifs, Paris,

## Sa cote
- En 2006, une paire de jardinières en bronze a été adjugée chez Christie's à 4,18 M€, ce qui fait de l'artiste le recordman mondial des enchères pour un objet d'art du XXe siècle[réf. nécessaire]